# Copa Mercosur 2011 (futsal)
La Copa Mercosur de Futsal de 2011 es un campeonato amistoso de selecciones de futsal disputado en Trinidad (Uruguay). Este torneo fue útil como preparación del Campeonato Mundial de Futsal 2011 disputado en Colombia ya que los tres equipos iban a estar presentes, lo organizó la Intendencia Departamental de Flores y apoyó la Federación Uruguaya de Futsal y la Asociación Mundial de Futsal. La selección Paraguaya ganó el certamen y obtuvo la copa Ciudad de Trinidad - CACCSOE.

## Equipos participantes
Las tres selecciones que participaron fueron:
- Argentina
- Paraguay
- Uruguay

Selección que no pudo asistir al torneo:
- Chile

## Posiciones
| Puesto | Equipo    | Pts | PJ | PG | PE | PP | GF | GC | Dif |
| ------ | --------- | --- | -- | -- | -- | -- | -- | -- | --- |
| 1°     | Paraguay  | 2   | 2  | 1  | 0  | 1  | 8  | 5  | +3  |
| 2°     | Argentina | 2   | 2  | 1  | 0  | 1  | 6  | 6  | 0   |
| 3°     | Uruguay   | 2   | 2  | 1  | 0  | 1  | 6  | 9  | -3  |

## Partidos

### Primer partido[3]
| 4 de febrero - 21:00 | Paraguay | 2:3 | Argentina | Gimnasio Municipal Ciríaco López, Trinidad |  |

### Segundo partido
| 5 de febrero - 21:00 | Uruguay | 2:6 | Paraguay | Gimnasio Municipal Ciríaco López, Trinidad |  |

### Tercer partido
| 6 de febrero - 21:00 | Uruguay | 4:3 | Argentina | Gimnasio Municipal Ciríaco López, Trinidad |  |

| Bandera de Paraguay |
| Campeón Paraguay    |
| Primer título       |